# 阿納維利亞納斯國家公園
2°23′41″S 60°55′14″W / 2.39472°S 60.92056°W

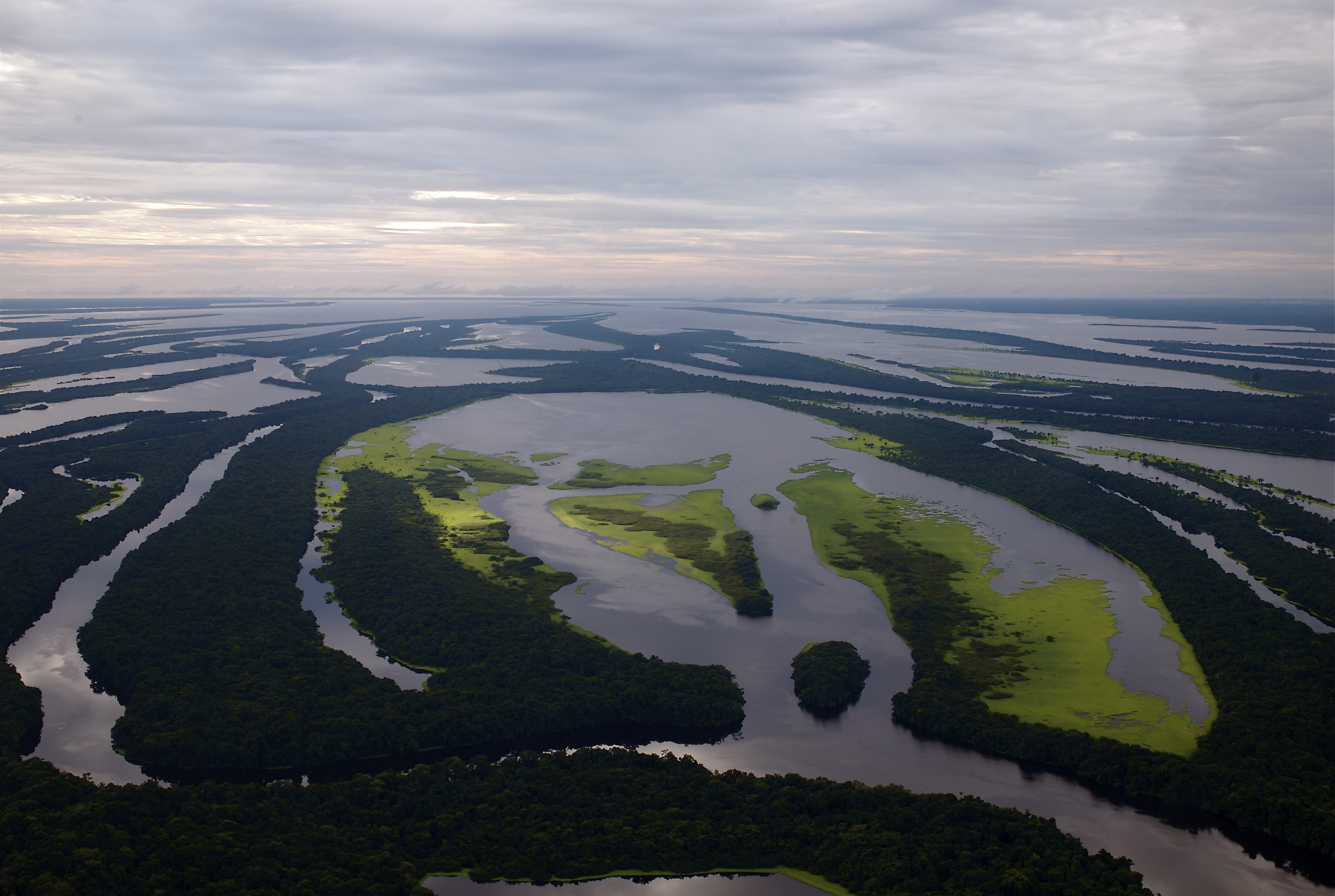

阿納維利亞納斯國家公園（葡萄牙語：Parque Nacional de Anavilhanas），是巴西的國家公園，位於該國西北部亞馬遜州，成立於1981年2月6日，佔地35萬公頃，覆蓋馬瑙斯和新艾朗。